# Самурай
Вижте пояснителната страница за други значения на Самурай.
Самурай (на японски: 侍 – някой, който служи) е една от четирите основни класи в Древна Япония, а именно: самураи, земеделци, занаятчии и търговци.

## Описание
Това са т.нар. защитници на Япония, войни, които живеят според свой неписан закон Бушидо (武士道|bushidō) – път на воина, споменат в края и началото на 16 век в произведението на Цунетомо „Хагакуре“. Важна част от бушидо закона било сепуку (切腹|seppuku) – самоубийствен ритуал, който позволявал на посрамен самурай отново да спечели честта си като премине в отвъдното, където самураите продължават да се водят от бушидо закона. Белег на самурайското съсловие били двата меча, опасани около кръста на самурая, както и характерната прическа.
Самураите в своето основно начало са били предимно кавалеристи – ездачи на коне, като тяхното основно оръжие били: лъкът или нагината – вид копие с извито острие. Доспехите им били пищни и красиви. Единствен шлемът на самурая бил направен от метал. Бронята наречена кузане била направена от кожа, лакирано дърво и коприна (за разлика от европейския ѝ аналог). Така самураят в бой бил подвижен и лек. Кузане била съобразена и с климата на Япония, който през определени периоди е влажен.
Като родоначалник на термина самурай се счита принц Ямато, за когото се носят легенди. Силата му била изключителна, както и смелостта му. Именно тези качества са характерни за самурая. Идеализирания образ на самурай включва в себе си готовността да умре по всяко време в полза, защита или по желание на господаря си. Да не изпитва страх, но единствено съжаление, както и да презира материалните блага.

## История

### Произход на самураите
Преди Хейан периода модела за японската армия е заимстван от китайската и е била пряко подчинена на императора. Освен робите, всеки мъж е трябвало да участва. Наричали са ги Sakimori (防人, „защитници“), но те не са свързани със самураите.
В края на 8 век началото на 9 век император Каму решава да потуши въстаналия Хоншу, но армията която изпраща се разпада поради липсата на дисциплина и мотивация. Тогава императорът се провъзгласява за шогун и започва да събира войни, предимно от властващите фамилии.
Самураите произлизат от пазачите на императорския дворец и от личните пазачи на властващите кланове в и около Киото. Наричани saburai, служител, обещавайки защита и печелейки власт, чрез политически бракове скоро те започнали да превъзхождат самите аристократи. Някои кланове по произход били земеделци, принудени да се защитават от изпратените от императора държавни лица да управляват земите им и да събират данъци. Скоро те се обединяват, за да се защитават срещу по-властни кланове от тях. Те възприемат японския стил броня и оръжие и основават обединение под закона на бушидо .
След 11 век от самураите се очаквало освен да са добри воини, но и образовани.
През време на управлението на Тойотоми Хидейоши било забранено на всеки, който не е самурай да носи каквото и да било оръжие. Ето защо носенето на двата меча била изключителна привилегия само за самураите. През близо 250-годишното управление на династията Токугава във феодална Япония цари мир. Висшите феодали – даймио (също самураи) били държани в подчинение благодарение на т.нар. санкин котай – закон на заложниците, според който даймио се задължавал да живее заедно със семейството си в столицата при шогуна, а през останалата част от годината да надзирава владенията си, оставяйки семейството си в столицата като залог за доброто си поведение.
Самураите през време на големия мир на Токугава остават в голямата си част безработни, тъй като тяхната единствена професия била войната. Мнозина започнали да упражняват други професии – търговци, селяни, занаятчии или монаси. Други отворили училища, където преподавали на други своите умения в боя. Така се появили самурайските школи по бойни изкуства. Често се случвало самурай да загуби работата си – обикновено служба при някой благородник и тогава се превръщал в ронин – буквално „човек вълна“, носещ се без посока като морска вълна. Самураите без господар често прибягвали до непочтени методи за преживяване като разбойничество и грабежи.
За съвременни наследници на самураите в днешна Япония се считат хората от т.нар. Якуза – престъпните организирани групировки. Наричат ги още кабукимоно, в превод „лудите“. За кабукимоно се говори още в древността, когато имало групи от шумни самураи, които се държали арогантно, предизвиквали безредие и паника сред населението, говорели на характерен жаргон, носели различни прически и дрехи от стандартните за времето си, и носели по-дълги от обичайните мечове. На тях дължи името си традиционният театър кабуки.